# Otto Fritz Meyerhof
Otto Fritz Meyerhof (Hannover, 1884. április 12. – Philadelphia, 1951. október 6.) zsidó származású német orvos, biokémikus. 1922-ben elnyerte a fiziológiai Nobel-díjat "az izom oxigénfelvétele és tejsavanyagcseréje közti összefüggés felismeréséért".

## Élete

### Tanulmányai
Otto Meyerhof 1884. április 12-én született Hannoverben, németországi zsidó családban. Apja Felix Meyerhof kereskedő, anyja Bettina Meyerhof (lánykori nevén May) volt. Nem sokkal születése után a család Berlinbe költözött, Otto az itteni Wilhelms Gymnasiumba járt. 16 éves korában vesebetegsége hosszú időre ágyhoz kötötte, kényszerű fekvése miatt sokat olvasott és verseket írt. Miután leérettségizett, Freiburg, Berlin, Strassburg és Heidelberg egyetemein tanult orvostudományt.

### Németországi tevékenysége
1909-ben kapta meg orvosi diplomáját. Ekkor még pszichiátriával és filozófiával foglalkozott, írt egy könyvet a mentális zavarokról és egy esszét Goethe természettudományos módszereiről. A heidelbergi Otto Warburg hatására kezdett érdeklődni a sejtélettan iránt. Dolgozott a heidelbergi egyetemi kórház laboratóriumában és a nápolyi Stazione Zoologica-n. 1912-től a Kieli Egyetemen adott elő élettant.
1914-ben feleségül vette Hedwig Schallenberget, akitől egy lánya és két fia született. 1918-ban adjunktus, 1922-ben pedig egyetemi tanár lett. Bár ekkor már nagy nemzetközi hírnévre tett szert és 1922-ben elnyerte az orvosi Nobel-díjat, a vezetői állásoknál azonban mellőzték, valószínűleg a származása miatt. 1923-ban amerikai professzori állást ajánlottak neki, de a német tudomány fejlesztését segítő Kaiser Wilhelm Gesellschaft megakadályozta, hogy az ország elveszítse Meyerhofot és meghívta őt egy berlini kutatócsoportba ahol olyan neves tudósokkal dolgozott együtt, mint Carl Neuberg, Fritz Haber, Polányi Mihály és Herbert Freundlich.

### Menekülése Németországból
1929-ben ő lett a Heidelbergben újonnan alapított Kaiser Wilhelm Orvostudományi Kutatóintézet igazgatója. A náci hatalomátvétel után egyre több támadás érte származása miatt, megtiltották, hogy tanítson, végül 1938-ban elhagyta Németországot és Párizsba költözött, ahol az Institut de Biologie physico-chimique kutatási igazgatójaként dolgozott 1940-ig. Miután a németek megtámadták Franciaországot és már Párizst fenyegették, Meyerhof júniusban előbb Toulouse-ba menekült a családjával, majd Spanyolországon és Portugálián keresztül októberre az Egyesült Államokba utazott. Itt a Pennsylvaniai Egyetemen, Philadelphiában talált állást.

## Tudományos munkássága

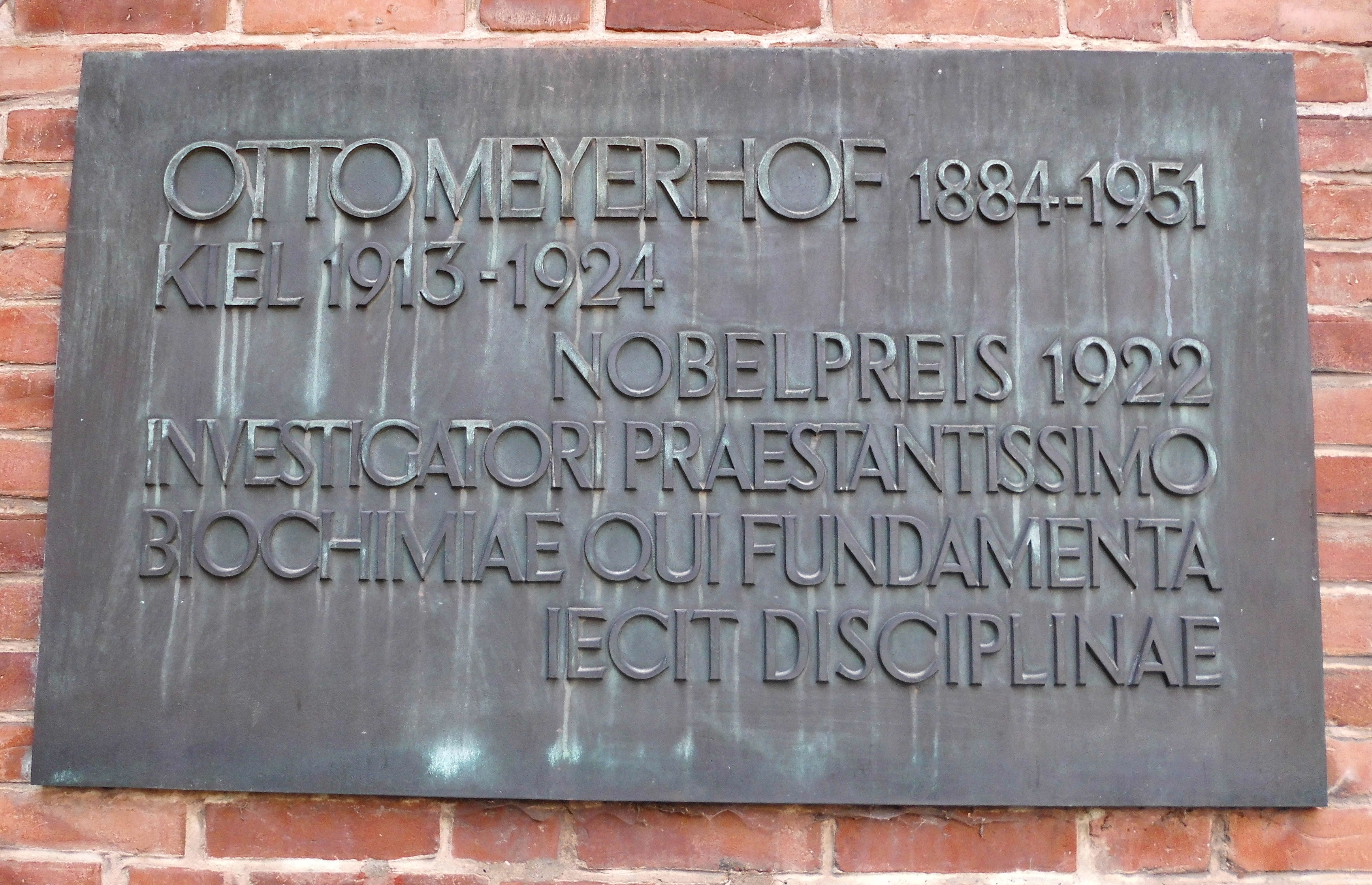
Otto Meyerhof emléktáblája a Kieli Egyetemen

Meyerhof fő érdeklődési területe a sejtekben zajló oxidációs folyamatok voltak. Korai kísérleteiben tanulmányozta a tengerisünök petéinek, a vértesteknek és különböző baktériumoknak (köztük nitrogénfixáló mikroorganizmusoknak) az anyagcseréjét. Élesztőkivonaton összehasonlította az oxidatív légzést és az alkoholos erjedést és eközben mindkét folyamatban koenzimeket fedezett fel.
Kimutatta, hogy az izomban a glikogén oxigén hiányában tejsavvá alakul át. Oxigén jelenlétében azonban a tejsavtermelés drasztikusan visszaesett. Ő volt az első, aki kimutatta, hogy a glükóz metabolikus lebontása során ugyanannyi energia szabadul fel, mint amikor elégetik. Azt is felismerte, hogy az izomban oxigén jelenlétében a tejsav szénhidráttá alakul vissza. Az oxigénfelvétel és tejsavtermelés közti összefüggés felfedezéséért Meyerhof a brit Archibald Hill-lel közösen, 1922-ben fiziológiai Nobel-díjban részesült.
Az 1920-as években a sejt anyagcseréjének alapjául szolgáló glikolízis soklépcsős folyamatának felderítésével foglalkozott. 1925-ben izomból izolálta a cukorlebontó enzimkomplexumokat. Sikeresen reprodukálta in vitro a folyamat egyes lépéseit és bebizonyította a Gustav Embden által javasolt reakcióútvonal helyességét. A glikolízis legáltalánosabb útját ma is Embden-Meyerhof útvonalnak nevezik.
Otto Meyerhof tagja volt a brit Royal Society-nek és az Amerikai Tudományos Akadémiának. Fenntartotta filozófiai érdeklődését, New Yorkban a Goethe születésének 200 éves évfordulójára rendezett konferenciáján előadást tartott. Érdeklődött a művészetek, az irodalom, költészet, de elsősorban a festészet iránt. Felesége maga is festett.
Otto Meyerhof 1944-ben szívrohamon esett át, 1951. október 6-án pedig egy újabb szívinfarktus következtében életét vesztette.

## Emlékezete
A Heidelbergi Egyetem róla nevezte el a 2001-ben megnyitott a klinikai és kutatóegységét, az Otto Meyerhof Központot (Otto-Meyerhof-Zentrum für ambulante Medizin und klinische Forschung).